# L'Héritier (film, 1953)
 (septembre 2024).
Si vous disposez d'ouvrages ou d'articles de référence ou si vous connaissez des sites web de qualité traitant du thème abordé ici, merci de compléter l'article en donnant les références utiles à sa vérifiabilité et en les liant à la section « Notes et références ».
Pour l’article homonyme, voir L'Héritier.
Pour plus de détails, voir Fiche technique et Distribution.
L'Héritier (Heir Bear) est le 21e court métrage d'animation de la série américaine L'ours Barney réalisé par Dick Lundy et sorti le 30 mai 1953.